# Antoni (Prostichin)
Antoni, imię świeckie Aleksiej Wiktorowicz Prostichin (ur. 20 października 1976 w Głazowie) – rosyjski biskup prawosławny.

## Życiorys
Pochodzi z rodziny robotniczej. Ukończył szkołę duchowną w Wołgogradzie w 1995, po czym wstąpił jako posłusznik do monasteru Wniebowstąpienia Pańskiego w Sauszkinie. W 1996 musiał go opuścić, by odbyć zasadniczą służbę wojskową. W 2002 w soborze św. Aleksandra Newskiego w Iżewsku arcybiskup iżewski i udmurcki Mikołaj wyświęcił go na diakona. W roku następnym ten sam hierarcha udzielił mu święceń kapłańskich, kierując go do służby w cerkwi Przemienienia Pańskiego w Głazowie, cerkwi Opieki Matki Bożej w Siewie oraz cerkwi Trójcy Świętej w Poninie. W 2009 zakończył służbę w eparchii iżewskiej i udmurckiej i zamieszkał w Ławrze św. Aleksandra Newskiego w Petersburgu. Również w tym samym roku ukończył w trybie zaocznym naukę w seminarium duchownym w Moskwie.
14 kwietnia 2009 namiestnik Ławry, archimandryta Nazariusz, przyjął od niego wieczyste śluby mnisze i nadał mu imię zakonne Antoni na cześć świętego mnicha Antoniego Dymskiego. W 2012 w trybie zaocznym rozpoczął studia prawnicze w Instytucie Zewnętrznych Stosunków Gospodarczych, Ekonomii i Prawa w Petersburgu. Trzy lata później, również w trybie zaocznym, ukończył studia na Petersburskiej Akademii Duchownej. 
24 grudnia 2015 Święty Synod Rosyjskiego Kościoła Prawosławnego nominował go na biskupa sarapulskiego i możgińskiego. W związku z tym następnego dnia otrzymał godność archimandryty. Na biskupa został wyświęcony 28 grudnia 2015 w monasterze Spotkania Włodzimierskiej Ikony Matki Bożej w Moskwie przez patriarchę moskiewskiego i całej Rusi Cyryla w asyście innych hierarchów. We wrześniu 2021 r. przeniesiony na katedrę sławgorodzką.
W 2025 r. Święty Synod Rosyjskiego Kościoła Prawosławnego usunął go z zajmowanego dotąd urzędu i przeniósł go w stan spoczynku, nakazując mu zamieszkanie w monasterze Trójcy Świętej i Ikony Matki Bożej "Królowa Wszystkich" w Taraskowie.